# Bernardino Carafa
Bernardino Carafa (1472 – 30 luglio 1505) è stato vescovo di Chieti (1501-1505) e patriarca di Alessandria dei Latini (1503-1505).

## Biografia
Di nobile famiglia napoletana, abbracciò giovanissimo la carriera ecclesiastica e divenne priore dell'Ordine di San Giovanni di Gerusalemme: nel 1501 il cardinale Oliviero Carafa, suo zio, lasciò l'amministrazione della diocesi di Chieti consentendogli di diventarne vescovo; nel 1503 venne nominato anche patriarca latino di Alessandria dei Latini, e in tale veste svolse numerose missioni per conto della Curia Romana.
Nel 1505, morto Alessandro Carafa, venne preconizzato arcivescovo di Napoli e cedette la diocesi teatina a Gian Pietro Carafa, ma morì prima di poter prendere possesso della sua nuova sede.
È sepolto nella Cappella Carafa della chiesa di San Domenico Maggiore a Napoli.